# Ivo Banac
Ivo Banac (ur. 1 marca 1947 w Dubrowniku, zm. 30 czerwca 2020 w Zagrzebiu) – chorwacki historyk, profesor, wykładowca akademicki związany z Uniwersytetem Yale, polityk, były minister ochrony środowiska i parlamentarzysta.

## Życiorys
W 1959 wraz z matką wyemigrował do Stanów Zjednoczonych, gdzie od końca lat 40. zamieszkiwał jego ojciec. Po jego śmierci w wypadku drogowym, do którego doszło w następnym roku, rodzina osiedliła się w Nowym Jorku. W 1969 Ivo Banac ukończył studia historyczne na Uniwersytecie Fordham, następnie przeniósł się do Kalifornii, gdzie na uzyskał magisterium i doktorat na Uniwersytecie Stanforda. W czasach studenckich był aktywnym działaczem organizacji Students for a Democratic Society, związanej z ruchem nowej lewicy.
W latach 1972–1977 pracował naukowo na wydziale historii i językoznawstwa Uniwersytetu Stanforda, następnie przeniósł się na Uniwersytet Yale, z którą to uczelnią był zawodowo związany przez szereg lat (na stanowisku profesora). W czasie pobytu w Stanach Zjednoczonych regularnie przyjeżdżał do Jugosławii; w 1971 w Zagrzebiu poznał środowisko dysydentów, w tym Vlada Gotovaca i Franja Tuđmana. Później przez wiele lat był bliskim współpracownikiem politycznym tego pierwszego (aż do jego śmierci w 2000).
W 1990 Ivo Banac został członkiem Chorwackiej Akademii Nauki i Sztuki. Od 1994 do 1999 pełnił funkcję dyrektora Instytutu Europy Południowej na Uniwersytecie Środkowoeuropejskim. W latach 90. zaangażował się w działalność polityczną w ramach Chorwackiej Partii Socjalliberalnej. W 1997 po rozłamie tej ostatniej przystąpił do Partii Liberalnej, którą założył Vlado Gotovac. Od 2003 do 2004 Ivo Banac kierował tym ugrupowaniem. Od lipca do grudnia 2003 sprawował urząd ministra ochrony środowiska w drugim rządzie Ivicy Račana. W wyborach w tym samym roku uzyskał mandat posła do Zgromadzenia Chorwackiego. Po konflikcie w ramach Partii Liberalnej opuścił to ugrupowanie, do końca kadencji pozostając deputowanym niezależnym.
W latach 2007–2009 stał na czele Komitetu Helsińskiego w Chorwacji. Został następnie konsultantem Bosnian Institute.